# Conuropsis
Conuropsis is een uitgestorven geslacht van vogels uit de familie van de papegaaien (Psittacidae). De wetenschappelijke naam is gepubliceerd in 1891 door Salvadori.

## Soorten
De volgende soort is bij het geslacht ingedeeld:
- † Conuropsis carolinensis – Carolinaparkiet